# Zamach stanu w Mjanmie
Zamach stanu w Mjanmie, nazywany również Poniedziałkiem generałów – udana próba przejęcia władzy w Mjanmie przez tamtejszych wojskowych dokonana 1 lutego 2021.

## Tło wydarzeń
Od 1962 w Mjanmie (Birmie) rządziła junta wojskowa. Okres rządów armii zakończył się w 2011, kiedy to rozpoczęto reformy zmierzające ku demokratyzacji kraju i przeprowadzono wybory parlamentarne. W 2015 wybory generalne wygrała partia Narodowa Liga na rzecz Demokracji z wynikiem ponad 80% głosów. Po nich na czele rządu stanęła Aung San Suu Kyi, była opozycjonistka i laureatka pokojowej nagrody Nobla z 1991, a prezydentem został Win Myint jako pierwszy cywilny przywódca na tym stanowisku od 1962. Wyniki wyborów kwestionowała armia i powiązani z nią politycy.
Podczas wyborów w listopadzie 2020 blisko 2 mln obywateli nie mogło oddać głosu z powodu zamknięcia lokali wyborczych na terenach objętych działaniami zbrojnymi, m.in. na terenach zamieszkanych przez Rohindżów. Partia rządząca uzyskała wówczas 83% głosów. Wynik ten podważali wojskowi oraz sprzymierzona z nimi partia Unia Solidarności i Rozwoju, która zdobyła 6,9% głosów. Ich protesty zostały odrzucone przez komisję wyborczą. Pod koniec stycznia 2021 armia nie wykluczała siłowego przejęcia władzy kraju i zawieszenia konstytucji.

## Przebieg
1 lutego 2021, około godziny 3:00 lub 2:30 czasu lokalnego (UTC+06:30) armia aresztowała urzędującą premier Aung San Suu Kyi i prezydenta Win Myinta. Według przedstawicieli Narodowej Ligi na rzecz Demokracji aresztowano także liderów ich ugrupowania. W Naypyidaw i Rangunie wojsko wyszło na ulice. W Mjanmie, a w szczególności w stolicy kraju ograniczono dostęp do internetu, sieci telefonicznej oraz kanałów telewizyjnych.
Wiceprezydent Myint Swe ogłosił się tymczasowym przywódcą kraju. Uznał działania armii za zgodne z konstytucją i poparł protesty przeciwko domniemanym fałszerstwom wyborczym. Wprowadził on na rok stan wyjątkowy i przekazał władzę Min Aung Hlaingowi, głównodowodzącemu Sił Zbrojnych Mjanmy.

## Reakcje międzynarodowe
- Unia Europejska: przewodniczący Rady Europejskiej Charles Michel potępił przejęcie władzy przez armię i wezwał do poszanowania wyników wyborów[4]. W podobnym tonie wypowiedziała się przewodnicząca Komisji Europejskiej Ursula von der Leyen[12].
- Stany Zjednoczone: rzeczniczka Białego Domu Jen Psaki przekazała informację, że amerykańskie władze opowiedziały się po stronie legalnie wybranych władz i żądają uwolnienia aresztowanych[8][9][13]. Prezydent kraju Joe Biden zapowiedział podjęcie „odpowiednich działań”[14].
- Organizacja Narodów Zjednoczonych: Sekretarz generalny António Guterres uznał działania armii za godzące w proces demokratyzacji kraju[5][9].
- Australia: minister spraw zagranicznych Marise Payne wezwała wojsko do poszanowania praworządności[10].
- Chiny, Kambodża i Filipiny nie opowiedziały się po żadnej ze stron[4].